# 臺南市私立新榮高級中學

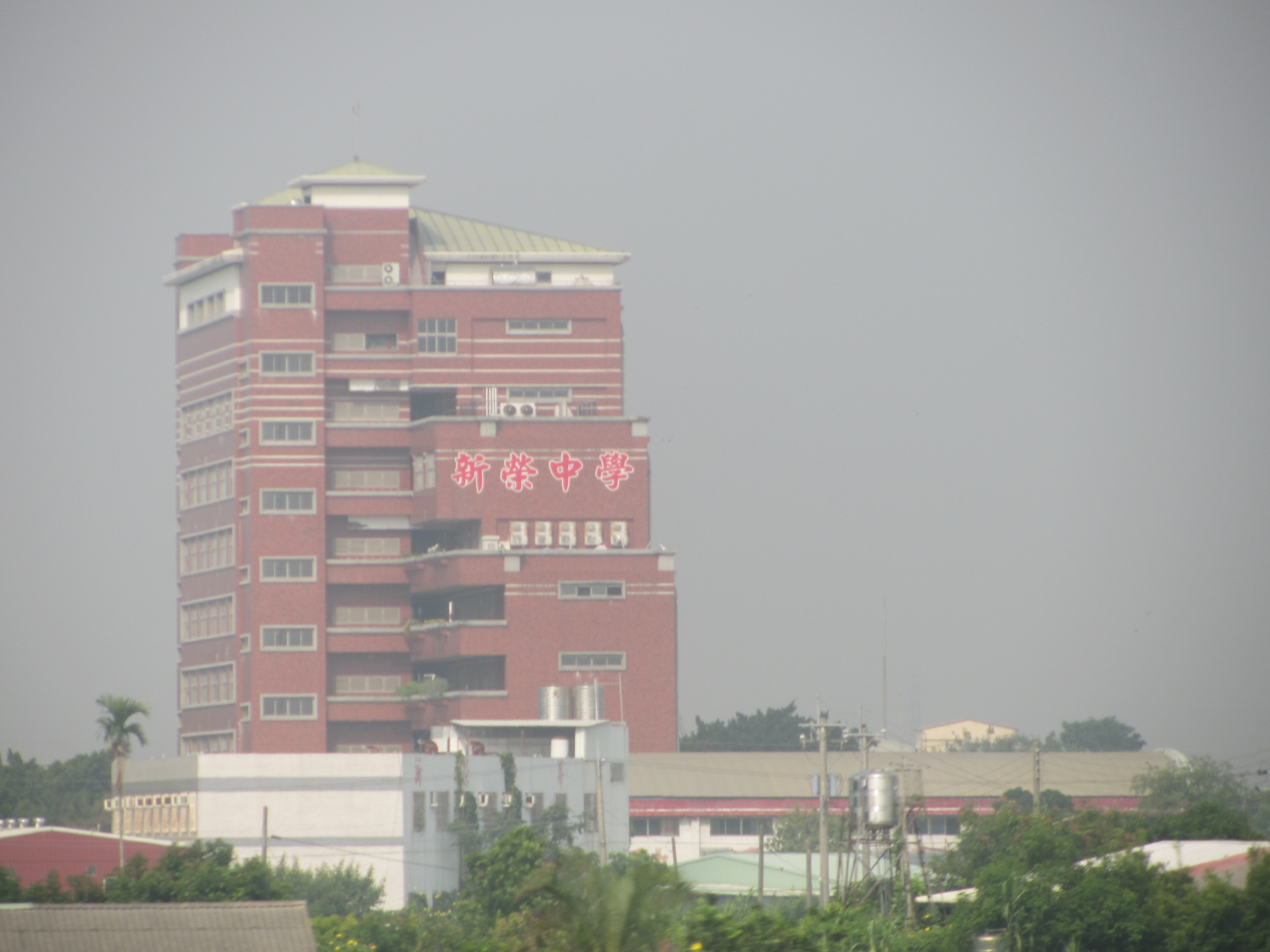
校舍

臺南市私立新榮高級中學，簡稱新榮高中，是位於中華民國臺南市柳營區的私立技術型高級中等學校，成立於1969年。曾為HBL高中籃球名校的新榮，因少子化與校方營運不佳導致於2025年3月遭教育部高中退審會決議114學年度停招、並於114學年度結束後停辦。

## 歷史
- 1969年（民國58年）：私立新榮高級工商職業學校成立，奉教育部核定，共設立三門學科，分別為綜合商業科、汽車修護科、電器修護科。
- 1970年（民國59年）：奉省教育廳（臺灣省政府教育廳）核准，增設附設補習學校（含高級、中級部）。
- 1976年（民國65年）：電子修護科設立，同時停招電器修護科。
- 1983年（民國72年）：電子修護科更名為電子科。
- 1988年（民國77年）：幼兒保育科與美容科設立，綜合商業科更名為商業經營科；更名為私立新榮高級工業家事職業學校。
- 1991年（民國80年）：資訊科與資料處理科、高中部設立，恢復校名為私立新榮高級工商職業學校，同時停招電子科。
- 1995年（民國84年）：3月31日，教三字第四六九一五號函核准，改制為臺灣省臺南縣私立新榮高級中學，同年奉准增設國中部。
- 1997年（民國86年）：奉准增設餐飲管理科及綜合高中部。
- 1999年（民國88年）：奉准增設綜合職能科。
- 2010年（民國99年）：12月25日，因縣市合併，校名改為臺南市私立新榮高級中學。
- 2025年3月，列為專案輔導學校的新榮中學因改善期屆滿仍未獲免除，而遭教育部私立高中退場審議會依《私立高級中等以上學校退場條例》表決通過新榮中學將於114學年度停止全部招生、114學年度結束時停辦。[1]此時全校僅剩10名教職員、9名學生的新榮中學校方仍希望能透過申覆方式暫緩退審會的決議。[2]

### 歷任校長
| 任期 | 姓名   | 任職日期 | 離職日期 | 異動原因 |
| ---- | ------ | -------- | -------- | -------- |
| 1    | 吳國貞 | 1969年   | 1976年   | 離職     |
| 2    | 沈宋濱 | 1976年   | 1994年   | 退休     |
| 3    | 胡學貴 | 1994年   | 2015年   | 退休     |
| 4    | 劉昌蒲 | 2015年   | 2018年   | 退休     |
| 5    | 方振明 | 2018年   | 2020年   | 退休     |
| 6    | 陳炳輝 | 2020年   | 現任     |          |

## 教學單位
- 職業部
  - 餐飲管理科
  - 照顧服務科
- 實用技能學程
  - 餐飲技術科
- 進修學校
  - 餐飲管理科

## 附屬單位
- 新榮汽車駕駛人訓練學校
- 欣榮幼兒園（前新榮中學附設欣欣幼稚園）

## 男籃隊
| 學年度    | 級別 | 成績   |
| --------- | ---- | ------ |
| 87學年度  | 甲級 | 第八名 |
| 89學年度  | 甲級 | 第七名 |
| 90學年度  | 甲級 | 第六名 |
| 91學年度  | 甲級 | 亞軍   |
| 92學年度  | 甲級 | 第八名 |
| 93學年度  | 甲級 | 亞軍   |
| 94學年度  | 甲級 | 冠軍   |
| 95學年度  | 甲級 | 亞軍   |
| 98學年度  | 甲級 | 第三名 |
| 99學年度  | 甲級 | 第七名 |
| 100學年度 | 甲級 | 第五名 |
| 101學年度 | 甲級 | 亞軍   |
| 102學年度 | 甲級 | 第八名 |
| 103學年度 | 甲級 | 第三名 |

## 週邊環境
- 台鐵柳營車站
- 臺南市柳營區柳營國民小學
- 劉啟祥美術紀念館

## 外部連結
- 臺南市私立新榮高級中學 （页面存档备份，存于）

1. ↑  又有2校退場！苗栗大成、臺南新榮將停辦　教育部：未達改善標準，三立新聞網，2025-3-10
2. ↑  昔籃球名校新榮高中遭勒令停辦 校方將「申覆」爭取翻盤，中時新聞網，2025-3-10